# 覺士維站
覺士維站是一座多倫多地鐵布魯亞－丹佛線車站，坐落加拿大安大略省多倫多覺士維路（Coxwell Avenue）和丹佛路（Danforth Avenue）的交界處附近，於1966年2月26日聯同該地鐵線的首期路段一起開幕。
下列由多倫多公車局營運的巴士線駛經覺士維站：
- 22號覺士維巴士線（Coxwell）
- 70號奧干拿巴士線（O'Connor）

## 外部連結
- 维基共享资源上的相關多媒體資源：覺士維站
- （英文）TTC Coxwell Station （页面存档备份，存于）－多倫多公車局網站 覺士維站頁面